# 亨利·M·麦克亨利
亨利·M·麦克亨利（1944年5月19日—）是一位美国人类学家，加利福尼亞大學戴維斯分校教授，关注人類演化中双足行走的起源等古人类学问题
。